# The Very Best of Cher: The Video Hits Collection
The Very Best of Cher: The Video Hits Collection è il settimo DVD della cantante Cher, la seconda raccolta di video musicali. Pubblicato dalla Warner Bros. Records il 22 giugno 2004, accompagna l'omonima raccolta della cantante. In Italia il DVD è stato distribuito il 13 luglio 2004. Il DVD include i popolari video dei brani Believe e If I Could Turn Back Time, più il raro video della canzone Main Man.
The Very Best of Cher: The Video Hits Collection ha debuttato alla terza posizione nella classifica americana "Billboard's Top Music Videos" ed è entrato anche nella classifica australiana. Inoltre il DVD è stato certificato Oro in Australia e Platino in America. Il limitato successo commerciale del DVD è da attribuire al fatto che il DVD The Farewell Tour era ancora presente nelle classifiche.

## Video esclusi
Diversi video musicali registrati da Cher non sono stati inclusi nel DVD, tra i più importanti "Love and Understanding", "All or Nothing" e "The Music's No Good Without You", tutte canzoni incluse nel CD.
Altri video non ancora disponibili nel formato digitale, tra cui "Dark Lady", "Gypsys, Tramps & Thieves", "Take Me Home", "Hell on Wheels", "Dead Ringer for Love", "I Got You Babe" con Beavis & Butt-Head, "Più Che Puoi" e "Alive Again", non sono mai stati inseriti in una raccolta ufficiale.
Molti tra questi video invece sono stati inclusi nella precedente raccolta video Cher - The Video Collection. La raccolta distribuita nel 1992, include il video della canzone "Many Rivers to Cross" e la performance di "I Got You Babe" di Sonny & Cher nel programma Top of the Pops, entrambi i video sono assenti dal DVD.

## Accoglienza

### Critica
Mark Deming nel sito AllMusic ha dato al DVD un giudizio estremamente positivo scrivendo che «Cher ha guadagnato una reputazione per il suo unico stile tanto quanto per la sua voce potente, e questa raccolta cattura entrambi, i suoni e e le immagini di Cher in quindici performance». Jay Bobbin del giornale Herald-Journal ha assegnato al DVD tre stelle.

## Tracce
1. Believe — 3:54
2. If I Could Turn Back Time — 4:08
3. Save Up All Your Tears — 3:55
4. Walking in Memphis — 3:58
5. One by One (Dance Remix) — 4:26
6. Main Man — 3:57
7. I Found Someone — 3:43
8. Strong Enough — 4:05
9. Song for the Lonely (Almighty Mix) — 5:22
10. Half-Breed — 3:09
11. We All Sleep Alone — 3:53
12. Heart of Stone — 4:14
13. The Shoop Shoop Song (It's in His Kiss) — 2:48
14. Dov'è l'amore — 3:49
15. Love Can Build a Bridge (con Chrissie Hynde, Neneh Cherry e Eric Clapton) — 4:16

Note
- La versione di Believe è la seconda, con scene aggiuntive.

## Classifiche
| Classifica                           | Posizione più alta | Certificazioni | Vendite  |
| ------------------------------------ | ------------------ | -------------- | -------- |
| Australian Top 40 Music DVD          | -                  | Oro            | 7,500+   |
| U.S. Billboard Top Music Video Sales | 3                  | Platino        | 100,000+ |